# Oxford Group
Oxford Group var en väckelserörelse skapad av den amerikanske lutherske prästen Frank Buchman efter ett andligt genombrott 1908.

## Historia
Oxfordgrupprörelsen var genom Buchman influerad av tysk pietistisk tradition, den amerikanska studentväckelsen och Keswickrörelsen, och var del av en bredare gruppväckelserörelse.
Oxfordgrupprörelsen uppfattade sig inte som ett samfund eller organisation, utan som en väckelserörelse utan fastställd dogmatik.Rörelsen hade en personalistisk inställning och ville nå nyckelpersoner och skapa relationer för att på personlig väg åstadkomma ”förvandling” av människor. Det personliga själavårdsarbetet är centralt i Soul surgery (1919) av Howard Walter likväl som Erik Arbins Mellan fyra ögon (1941). Dess medlemmar arbetade gärna i team, små ”grupper”, som samlades på regelbundna tider till öppen förtrolighet rörande det andliga livets erfarenheter. Den första gruppen av detta slag bildades 1921 i Oxford. I missionerande syfte anordnades även större eller mindre möten, ”house-parties”. Från 1929 blev Oxfordgruppen en internationell rörelse med utbredning i Sydafrika och Kanada, senare även i USA.
Oxfordgrupprörelsen introducerades i Sverige vid mitten av 1920-talet och växte under 1930-talet. Från 1938 arbetade man under programförklaringen Moral Re-Armament (MRA). Från 1947 var detta också rörelsens officiella namn (förkortat MRA). Sedan 2001 använder rörelsen namnet Initiatives of Change.

## Grundläggande principer och arbetssätt
Oxfordgrupprörelsens fromhetsliv präglades av biblicism, rationalism och en betoning på  fullständig överlåtelse (”surrender”) åt Gud. Målet var att åstadkomma "förvandling" av människor. Människan skulle sträva efter att leva i enlighet med fyra absoluta principer: absolut renhet, osjälviskhet, ärlighet och kärlek. Genom att odelat böja sin vilja under Guds kunde man vara förvissad om andens vägledning i sitt liv. Att inhämta vägledning gjordes bäst under så kallade "stilla studier". Särskilt betonas vikten av en ”morgonväkt”.
Samtidigt betonas kampen mot synden. Som hjälp härtill anbefalls öppen bekännelse inför en medmänniska, gottgörelse av det brutna ("restitution") samt personligt vittnesbörd om Kristi frälsande makt. Bekännelsen och vittnesbördet gick gemensamt under beteckningen delgivning ("sharing").
Till Oxfordgrupprörelsens metoder hörde både house-parties, ett slags väckelsemöten där personliga möten, delgivning och förvandling stod i centrum, och stora kampanjer med syftet att nå stora folkskaror genom offentliga budskap. Under andra världskriget var representanter för Oxfordgrupprörelsen engagerade i arbetet för andlig beredskap. I en svensk version av Frank Buchmans radiotal MRA and National Defence (1940) översattes begreppet Moral Re-Armament konsekvent med uttrycket "andlig beredskap". Representanter för rörelsen organiserade bland annat konferenser och house-parties med andlig beredskap som överskrift, gjorde en namninsamling i samband med riksdagsvalet 1940, organiserade ett möte i Stockholms stadshus med parollen "Den svenska linjen är den kristna linjen" (1941) och producerade filmen "Den stora trappan" (1941) om beredskapsarbetet i en församling.
En rik litteratur kring rörelsen uppkom. De första i svensk översättning blev S. Norborgs En märklig världsväckelse (1933), A.J. Russels Endast för syndare (1934) och H. Begbies Förvandlade liv (1934) och Kristen förnyelse (1934). Bland rörelsens framträdande rörelser i Sverige fanns också många författare och kulturpersonligheter, som den norske författaren Ronald Fangen, den finländske konstnären Lennart Segerstråle och de svenska författarna Sven Stolpe och Harry Blomberg.